# ریچارد سولومون (روان‌شناس)
ریچارد لستر سولومون (انگلیسی: Richard Lester Solomon؛ ۲ اکتبر ۱۹۱۸ در بوستون – ۱۲ اکتبر ۱۹۹۵ در بوستون) روان‌شناس آمریکایی بود. سولومون به دلیل مطالعات تخصصی در روان‌شناسی تطبیقی و همچنین ارائه نظریه «روند مخالف احساسات» از جمله در ایران شناخته می‌شود.

## پیشینه
ریچارد سولومون در پایتخت ایالت ماساچوست به دنیا آمد، در دانشگاه براون به تحصیل رشته روان‌شناسی مشغول شد و در سال ۱۹۴۰م، مدرک کارشناسی و در سال ۱۹۴۲م، مدرک کارشناسی ارشد دریافت کرد. در طول جنگ جهانی دوم، او پژوهشگر دفتر تحقیقات علمی و توسعه بود و روی سیستم‌های ادراکی- حرکتی  کنترل سامانه دفاعی بوئینگ بی-۲۹ سوپرفورترس مطالعه می‌کرد. هنگامی که جنگ به پایان رسید، سولومون به دانشگاه براون بازگشت و در سال ۱۹۴۷م، مدرک دکترای خود را دریافت کرد.
سولومون در طول مدتی که در دانشگاه هاروارد بود، تحقیقاتی را در زمینه یادگیری رفتار گریز انجام داد. او در آزمایش‌های خود، سگ‌ها را در جعبه‌های آزمون دارای دو حجره قرار داد. سپس چراغی در سمتی که سگ بود روشن می‌شد. چند ثانیه بعد، نیمی از محفظه به جریان برق وصل می‌شد. برای جلوگیری از شوک، سگ به اتاق دیگر می‌دوید. در نهایت، سگ‌ها یادگرفتند که با دویدن به حجره دیگر در فاصله بین روشنایی و اتصال جرین برق، کاملاً از شوک اجتناب کنند. وی بعدها آموخته‌های خود را به رفتار انسانی از جمله کسب مهارت‌های پر مخاطره تعمیم داد. سولومون برخلاف بسیاری از رفتارشناسان دوران خود، تنبیه را ابزاری مؤثر در آموزش می‌دانست. وی همچنین یک استاد مدرس بود و در طول فعالیت وی روانشناسان دیگری تحت نظارت وی آموزش دیدند.
ریچارد سولومون در طول زندگی حرفه ای خود جوایز متعددی از جمله جایزه ای از طرف انجمن روان‌شناسی آمریکا دریافت کرد. وی به عضویت فرهنگستان هنر و علوم آمریکا و آکادمی ملی علوم انتخاب شد و همچنین دارای چندین مقام افتخاری بود.
سرانجام در ۱۲ اکتبر ۱۹۹۵م، زمانی که تحت جراحی قلب و عروق قرار داشت، در سن ۷۷ سالگی در شهر زادگاهش، بوستون از دنیا رفت.